# Mademoiselle Beauval

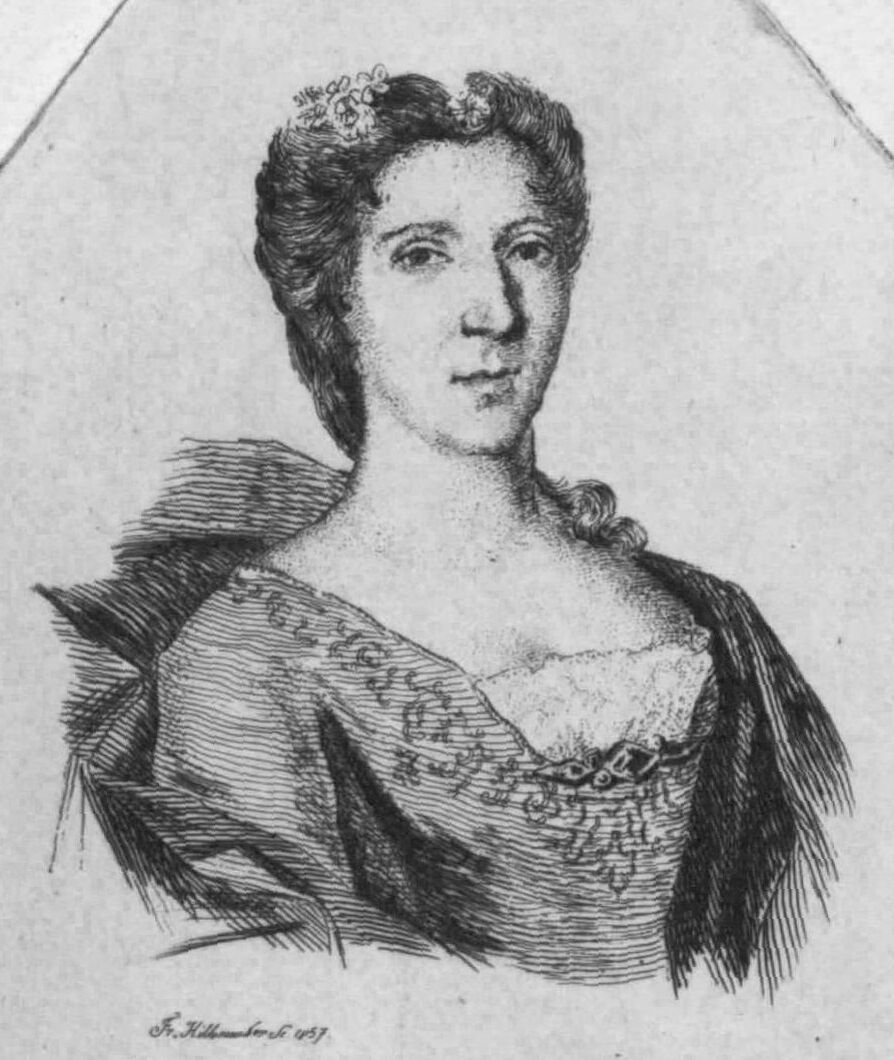
Mademoiselle Beauval

Jeanne Olivier Pitel de Beauval, bekannt als Jeanne Olivier Bourguignon und nach ihrer Heirat als Mademoiselle Beauval (* um 1649 in Holland; † 21. März 1720 in Paris), war eine französische Schauspielerin.

## Biographie
Angeblich war Beauval ein Findelkind, das ausgesetzt auf einer Kirchentreppe, von einer Wäscherin gefunden wurde. Diese zog das Mädchen bis zu dessen 12. Lebensjahr groß. Dann kam das Kind, um 1651, an eine Schauspieltruppe, dessen Leiter sie wie eine eigene Tochter behandelte. Diese Schauspieltruppe wurde später als die Troup de M. le Prince de Condé bekannt. Nach Gastspielen in Holland und Flandern kam die Truppe nach Lyon, wo Beauval ihren Ehemann Beauval kennenlernte. Dieser war Aushilfsschauspieler und verdiente sich mit dem Beschneiden der Kerzen des Aufführungssaals ein Zubrot. Die nächste Station war Mâcon, wo sie im Jahr 1670 auch den Ruf zu Molières Schauspieltruppe erhielt.
Beauval war groß gewachsen aber nicht besonders hübsch. Zudem hatte sie eine raue Stimme, aber ein mitreißendes Lachen. Das war der Grund, warum Molière ihr Rollen direkt auf den Leib schrieb. Als Soubrette spielte und sang sie dann die Magd Nicole im Stück Der Bürger als Edelmann, das vor Ludwig XIV. seine Uraufführung hatte.
Dem König hatte Beauval zunächst nicht gefallen, obwohl er sie an die Bühne des Théâtre du Marais gerufen hatte, was aber möglicherweise daran lag, dass Beauval im achten Monat schwanger war. Jedenfalls hatte Molière keinen Ersatz für die Besetzung der Magd und konnte so dem Wunsch des Königs, einer Umbesetzung der Rolle, nicht nachkommen. Nach der Aufführung war Ludwig XIV. jedoch überzeugt und gab Molière freie Hand.
Molière schuf etliche Rollen für sie, aber nach dessen Tod mussten auch Beauval mit ihrem Mann nach einem neuen Engagement suchen. Wie viele ihrer Kollegen vom Marais fanden sie eine neue Heimstatt im Théâtre de l’hôtel de Bourgogne, wo sie bis zur Gründung der Comédie-Française blieben. Bereits im Jahr 1680, dem Gründungsjahr der Comédie, bekam Beauval ein Festengagement und wurde Sociétaire de la Comédie-Française. Sie setzte dort ihre Karriere bis 1704 fort und setzte sich dann mit der üblichen Pension von 1000 Livre zur Ruhe.
Das Privatleben Beauvals ist gekennzeichnet von vielen Schwangerschaften. Es wurde von 28 Kindern berichtet, Auguste Jal konnte 19 davon nachweisen. Auch ist das weitere Fortkommen nur eines der Kinder, der Tochter Louise, bekannt, die ebenfalls Schauspielerin an der Comédie wurde. In diesem Zusammenhang wurde auch beschrieben, dass Beauval sehr pedantisch und schroff war, worüber sich ihre Kollegen oft beschwerten und nicht einmal ihre Niederkünfte, die eine Erleichterung hätten darstellen können, hielten sie lange von der Arbeit auf der Bühne ab.